# 太田浩児
太田 浩兒（おおた こうじ、1928年8月8日 - 1988年10月13日）は、日本の映画プロデューサー、映画監督、脚本家である。

## 人物・来歴

第一回監督作品『宇宙快速船』（1961年）公開時のポスター。

1928年（昭和3年）8月8日、神奈川県横浜市に生まれる。
東京市大森区調布嶺町（現在の東京都大田区鵜の木）の旧制・東京中学校（現在の東京高等学校）を卒業して旧制・東京高等師範学校に進学、同校は1949年（昭和24年）5月に設立された新制・東京教育大学（現在の筑波大学の母体）に包括されたため、同学哲学科に在籍、1953年（昭和28年）3月に同学を卒業した。「好きな映画で生活していこう」と考え、同年4月2日、定期採用第2期生として東映に入社した。企画本部に配属され、東京撮影所演出部に配転された。同年1月29日に第1作が公開された小石栄一監督の『魚河岸の石松』シリーズ（1953年 - 1958年）や、内田吐夢監督の『どたんば』（1957年）、『森と湖のまつり』（1958年）、家城巳代治監督の『素晴らしき娘たち』（1959年）、あるいは伊賀山正光、1959年（昭和34年）2月11日公開の『黒い指の男』で監督に昇進した先輩の飯塚増一らの作品に助監督として参加している。
満33歳の誕生日を目前とした1961年（昭和36年）7月19日、ニュー東映ラインで公開された千葉真一の主演作『宇宙快速船』をもって、監督に昇進した。翌1962年（昭和37年）には東映商事（現在の東映エージエンシー）が製作した住友銀行（現在の三井住友銀行）のPR映画『ある日のバス通り裏』を監督、同作は1958年（昭和33年）4月7日 - 1963年（昭和38年）3月30日にNHK総合テレビジョンで生放送されたテレビドラマ『バス通り裏』のスピンアウト作品である。1963年3月31日公開の『特別機動捜査隊』、同年5月12日公開の『特別機動捜査隊 東京駅に張り込め』をそれぞれ監督した後、恩師・家城巳代治の監督作『路傍の石』（1964年6月14日公開）ではチーフ助監督を、同じく内田吐夢の監督作『飢餓海峡』（1965年1月15日公開）ではセカンド助監督を務めている。1965年（昭和40年）1月15日に公開された『あの雲に歌おう』を最後に監督作はなく、1966年（昭和41年）6月4日に公開された深作欣二の監督作『カミカゼ野郎 真昼の決斗』の共同脚本に参加して以降は、プロデューサーに転向した。
プロデューサー転向第1作は、同年10月25日に公開された『北海の暴れ竜』（監督深作欣二、主演梅宮辰夫）で、植木照男に次いで企画としてクレジットされた。以降、深作欣二、鷹森立一、山口和彦らの作品を多く手掛けた。1969年（昭和44年）4月8日 - 同年6月17日に放映された『笑ってよいしょ』で初めて連続テレビ映画を手がける。1970年（昭和45年）5月23日に公開された『やくざ刑事』（監督野田幸男）はシリーズ化し、計4作を手がけた。1977年（昭和52年）には、水島新司の『ドカベン』（監督鈴木則文）、梶原一騎・影丸譲也の『空手バカ一代』（監督山口和彦）といった当時の人気少年マンガを実写映画化した。
1980年（昭和55年）以降は、『二百三高地』（監督舛田利雄、1980年8月2日公開）とテレビ映画『二百三高地 愛は死にますか』、『大日本帝国』（監督舛田利雄、1982年8月7日公開）、『日本海大海戦 海ゆかば』（監督舛田利雄、1983年6月4日公開）といった大作戦争映画を立て続けに手がけた。『日本海大海戦 海ゆかば』公開直後の1983年（昭和58年）8月7日、東映を定年退職する。1年半後の1985年（昭和60年）3月には、内田吐夢の評伝『夢を吐く 人間内田吐夢』を上梓する。同書に記された当時の肩書は「東映東京撮影所チーフプロデューサー」であった。1986年（昭和61年）5月24日に公開された『白い野望』（監督出目昌伸、主演草刈正雄）を発表、同作が生前最後の作品となった。生前は埼玉県志木市に居を構えていた。
1988年（昭和63年）10月13日、死去した。満60歳没。

## フィルモグラフィ
特筆以外すべてのクレジットは「企画」である。東京国立近代美術館フィルムセンター（NFC）等の所蔵・現存状況についても記す。
- 『どたんば』 : 企画坪井与・植木照男、監督内田吐夢、主演加藤嘉、1957年11月24日公開 - 助監督、108分の原版が現存・東映チャンネルが放映[17]
- 『森と湖のまつり』 : 企画坪井与・岡田寿之・植木照男、監督内田吐夢、チーフ助監督相野田悟、主演高倉健、1958年11月26日公開 - セカンド助監督、113分の原版が現存・2007年東映ビデオがDVD発売[11]
- 『素晴らしき娘たち』 : 企画本田延三郎・吉野誠一、監督家城巳代治、主演丘さとみ、1959年6月16日公開 - チーフ助監督、100分の上映用プリントをNFCが所蔵[8]
- 『秘密』 : 企画本田延三郎・吉野誠一、監督家城巳代治、主演江原真二郎、1960年4月5日公開 - チーフ助監督、83分の上映用プリントをNFCが所蔵[8]
- 『宇宙快速船』 : 企画根津昇・吉川義一、脚本森田新、助監督佐藤純彌、主演千葉真一、製作東映東京撮影所、配給ニュー東映、1961年7月19日公開 - 監督（昇進第1作）、74分の上映用プリントをNFCが所蔵[8]・2013年東映ビデオがDVD発売[6][11]
- 『ある日のバス通り裏』 : 企画住友銀行、原作・脚本筒井敬介、製作東映商事、1962年公開 - 監督、16mmフィルム上映用プリントが現存[16]
- 『特別機動捜査隊』 : 脚本大和久守正、主演千葉真一、1963年3月31日公開 - 監督、60分の原版が現存・東映チャンネルが放映[18]
- 『特別機動捜査隊 東京駅に張り込め』 : 脚本佐治乾・永田俊夫、主演千葉真一、1963年5月12日公開 - 監督、67分の原版が現存・東映チャンネルが放映[19]
- 『路傍の石』 : 企画本田延三郎・渡辺洋一、監督・脚本家城巳代治、主演淡島千景、1964年6月14日公開 - チーフ助監督、97分の上映用プリントをNFCが所蔵[8]
- 『飢餓海峡』 : 企画辻野公博・吉野誠一・矢部恒、監督内田吐夢、チーフ助監督山内柏、主演三国連太郎、1965年1月15日公開 - セカンド助監督、183分の原版が現存・2011年東映ビデオがDVD発売[11]
- 『あの雲に歌おう』 : 企画秋田亨、脚本須崎勝彌、主演本間千代子、1965年1月15日公開 - 監督、85分の原版が現存・2013年東映ビデオがDVD発売[6][11]
- 『カミカゼ野郎 真昼の決斗』 : 監督深作欣二、主演千葉真一、製作にんじんプロダクション・国光影業、配給東映、1966年6月4日公開 - 深作欣二・池田雄一とともに脚本、90分の上映用プリントをNFCが所蔵[8]・2013年東映ビデオがDVD発売[6]
- 『北海の暴れ竜』 : 監督深作欣二、主演梅宮辰夫、1966年10月25日公開 - 植木照男とともに企画、85分の上映用プリントをNFCが所蔵[8]・2013年東映ビデオがDVD発売[6][11]
- 『残侠あばれ肌』 : 監督佐伯清、主演梅宮辰夫、1967年1月14日公開 - 吉田達とともに企画、89分の原版が現存・東映チャンネルが放映[20]
- 『河内遊侠伝』 : 監督鷹森立一、主演千葉真一、1967年12月1日公開 - 今田智憲・扇沢要とともに企画、88分の原版が現存・東映チャンネルが放映[21]
- 『陸軍諜報33』 : 監督小林恒夫、助監督三堀篤、主演千葉真一、1968年2月9日公開 - 今田智憲・栗山富郎とともに企画、88分の原版が現存・東映チャンネルが放映[22]
- 『あゝ予科練』 : 監督村山新治、主演鶴田浩二、1968年6月1日公開 - 俊藤浩滋・秋田亨とともに企画、111分の原版が現存・2005年東映ビデオがDVD発売[11]
- 『喜劇"夫"売ります!!』 : 監督瀬川昌治、主演フランキー堺、1968年11月9日公開 - 秋田亨とともに企画、東映チャンネルが放映
- 『ガンマー第3号 宇宙大作戦』[10][11]（『ガンマ3号 宇宙大作戦』[12]） : 監督深作欣二、主演ロバート・ホートン（英語版）、製作東映東京撮影所・ラムフィルム、配給東映、1968年12月19日公開 - 扇沢要とともに企画、90分の上映用プリントをNFCが所蔵[8]・77分版の原版に基づき2012年東映ビデオがDVD発売[11]
- 『妾二十一人 ど助平一代』 : 監督・脚本成沢昌茂、主演三木のり平、1969年3月6日公開 - 園田実彦とともに企画、90分の原版が現存・東映チャンネルが放映[23]
- 『笑ってよいしょ』 : 監督渡邊祐介・鷹森立一・小山幹夫・小林恒夫、主演三遊亭圓楽、製作日本テレビ放送網・東映、1969年4月8日 - 同年6月17日放映（連続テレビ映画） - 鎌田哲也・清水欣也・泊懋とともに企画
- 『日本暴力団 組長』 : 監督深作欣二、主演鶴田浩二、1969年7月8日公開 - 俊藤浩滋・吉田達とともに企画、96分の上映用プリントをNFCが所蔵[8]
- 『必殺博奕打ち』 : 監督佐伯清、主演鶴田浩二、製作東映京都撮影所、配給東映、1969年9月6日公開 - 橋本慶一とともに企画、94分の原版が現存・東映チャンネルが放映[24]
- 『セブンティーン -17才-』 : 監督小山幹夫・野田幸男・高桑信、主演岡田由紀子、製作日本テレビ放送網・東映、1969年7月29日 - 同年9月30日放映（連続テレビ映画） - 清水欣也・泊懋とともに企画
- 『血染の代紋』 : 監督深作欣二、助監督三堀篤、主演梅宮辰夫、1970年1月31日公開 - 俊藤浩滋とともに企画、87分の上映用プリントをNFCが所蔵[8]・2010年東映ビデオがDVD発売[11]
- 『任侠興亡史 組長と代貸』 : 監督降旗康男、主演鶴田浩二、1970年2月21日公開 - 俊藤浩滋とともに企画、96分の原版が現存・2007年東映ビデオがDVD発売[11]
- 『現代女胴師』[10]（『現代女刷師』[12]） : 監督高桑信、主演八代万智子、1970年3月29日公開 - 俊藤浩滋とともに企画
- 『やくざ刑事』 : 監督野田幸男、主演千葉真一、1970年5月23日公開 - 佐藤雅夫とともに企画、89分の原版が現存・東映チャンネルが放映[25]
- 『やくざ刑事 マリファナ密売組織』 : 監督野田幸男、主演千葉真一、1970年10月17日公開 - 高村賢治とともに企画、87分の原版が現存・東映チャンネルが放映[26]
- 『最後の特攻隊』 : 監督佐藤純彌・三堀篤、主演鶴田浩二、1970年10月29日公開 - 俊藤浩滋とともに企画、112分の原版が現存・東映チャンネルが放映[27]
- 『やくざ刑事 恐怖の毒ガス』 : 監督鷹森立一、主演千葉真一、1971年4月16日公開 - 高村賢治とともに企画
- 『やくざ刑事 俺たちに墓はない』 : 監督鷹森立一、主演千葉真一、1971年8月13日公開 - 高村賢治とともに企画、86分の原版が現存・東映チャンネルが放映[28]
- 『狼やくざ 葬いは俺が出す』 : 監督斎藤武市、主演千葉真一、1972年11月7日公開 - 企画、89分の原版が現存・東映チャンネルが放映[29]
- 『ボディガード牙』 : 監督鷹森立一、助監督橋本新一、主演千葉真一、1973年5月24日公開 - 高村賢治とともに企画、87分の原版が現存・東映チャンネルが放映[30]
- 『温泉おさな芸者』 : 監督鷹森立一、助監督田村猛、主演深田ミミ、製作東映京都撮影所、配給東映、1973年7月4日公開 - 企画、77分の原版が現存・2012年東映ビデオがDVD発売[6][11]
- 『ボディガード牙 必殺三角飛び』 : 監督鷹森立一、助監督小平裕、主演千葉真一、1973年10月13日公開 - 企画、東映チャンネルが放映
- 『ルバング島の奇跡 陸軍中野学校』 : 監督佐藤純彌、助監督岡本明久、主演千葉真一、1974年6月15日公開 - 寺西国光とともに企画、96分の原版が現存・東映チャンネルが放映[31]
- 『従軍慰安婦』 : 監督鷹森立一、原作千田夏光、脚本石井輝男、助監督澤井信一郎、主演中島ゆたか、1974年7月17日公開
- 『若い貴族たち 13階段のマキ』 : 監督内藤誠、助監督馬場昭格、主演志穂美悦子、1975年3月8日公開 - 寺西国光とともに企画、79分の原版が現存・東映チャンネルが放映[32]
- 『青い性』 : 監督・脚本小平裕、助監督馬場昭格、主演三東ルシア、1975年6月21日公開
- 『けんか空手 極真拳』 : 監督山口和彦、助監督福島通夫、主演千葉真一、1975年8月9日公開 - 企画、88分の原版が現存・2009年東映ビデオがDVD発売[11]
- 『実録三億円事件 時効成立』 : 監督石井輝男、助監督福島通夫、主演小川真由美・岡田裕介、1975年11月22日公開 - 坂上順とともに企画、88分の原版が現存・2012年東映ビデオがDVD発売[11]
- 『けんか空手 極真無頼拳』 : 監督山口和彦、助監督岡本明久、主演千葉真一、1975年12月27日公開 - 企画、88分の原版が現存・2009年東映ビデオがDVD発売[11]
- 『横浜暗黒街 マシンガンの竜』 : 監督岡本明久、助監督福島通夫、主演菅原文太、1976年2月28日公開 - 俊藤浩滋とともに企画、93分の原版が現存・東映チャンネルが放映[33]
- 『武闘拳 猛虎激殺!』 : 監督山口和彦、助監督深町秀煕、主演倉田保昭、1976年8月7日公開 - 企画、88分の原版が現存・2012年東映ビデオがDVD発売[6][11]
- 『安藤昇のわが逃亡とSEXの記録』 : 監督田中登、助監督福島通夫、主演安藤昇、1976年10月1日公開 - 吉田達とともに企画、85分の原版が現存・東映チャンネルが放映[34]
- 『新宿酔いどれ番地 人斬り鉄』 : 監督小平裕、助監督新井清、主演菅原文太、1977年4月8日公開 - 高村賢治とともに企画、87分の原版が現存・東映チャンネルが放映[35]
- 『ドカベン』 : 監督鈴木則文、助監督森光正、主演永島敏行・川谷拓三、1977年4月29日公開 - 企画、85分の原版が現存・2012年東映ビデオがDVD発売[11]
- 『空手バカ一代』 : 監督山口和彦、助監督橋本新一、主演千葉真一、1977年5月14日公開 - 企画、91分の原版が現存・東映チャンネルが放映[36]
- 『ボクサー』 : 監督寺山修司、助監督新井清、主演菅原文太・清水健太郎、1977年10月1日公開 - 俊藤浩滋・天尾完次とともに企画、94分の原版が現存・2007年東映ビデオがDVD発売[11]
- 『二百三高地』 : 監督舛田利雄、助監督馬場昭格、主演仲代達矢、1980年8月2日公開 - 幸田清・天尾完次・瀬戸恒雄とともに企画、189分の原版が現存・2014年東映ビデオがDVD発売[11]
- 『二百三高地 愛は死にますか』 : 監督舛田利雄・村山新治・馬場昭格、主演田村高廣、製作東映・TBSテレビ、1981年1月7日 - 同年2月25日放映（連続テレビ映画） - 天尾完次・桑原秀郎・樋口祐三とともに企画、379分の原版が現存・2009年東映ビデオがDVD発売[11]
- 『大日本帝国』 : 監督舛田利雄、助監督蔦林淳望、主演丹波哲郎、1982年8月7日公開 - 幸田清・天尾完次・瀬戸恒雄とともに企画、180分の原版が現存・2014年東映ビデオがDVD発売[11]
- 『海にかける虹〜山本五十六と日本海軍』 : 監督渡邊祐介・村山新治・鷹森立一、主演古谷一行、製作東映・テレビ東京、1983年1月2日放映（テレビ映画・12時間超ワイドドラマ） - 大久保忠幸・東一盛・池田清とともに企画
- 『日本海大海戦 海ゆかば』 : 監督舛田利雄、助監督蔦林淳望、主演三船敏郎、1983年6月4日公開 - 幸田清・天尾完次・瀬戸恒雄とともに企画、131分の原版が現存・2014年東映ビデオがDVD発売[11]
- 『白い野望』 : プロデューサー深町秀煕・和田徹、監督出目昌伸、助監督吉崎元、主演草刈正雄、1986年5月24日公開 - 企画[10]（製作[12]）、124分の上映用プリントをNFCが所蔵[8]

## ビブリオグラフィ
国立国会図書館蔵書等にみる単著・論文等の書誌である。

### 単著
- 『夢を吐く 人間内田吐夢』、社会思想社、1985年3月発行 ISBN 4390602810 - 内田吐夢評伝

### 論文・記事
- 「音・色・ワイドの次のもの」太田浩児 : 『映画評論』第16巻第3号所収、新映画、1959年3月発行、p.82.
- 「映画ストーリー『やくざ刑事』」太田浩児・高村賢治・神波史男・鷹森立一・柳柊二 : 『近代映画』第27巻第8号通巻359号所収、近代映画社、1971年8月発行、p.164.
- 「書きたいテーマ・出したい本」上野千鶴子・太田浩児 : 『出版ニュース』第1359号所収、出版ニュース社、1985年6月発行、p.20.